# Eva Morávková (kostýmní výtvarnice)
Eva Morávková (* 1973 Brno) (za svobodna Zabloudilová) je česká kostýmní divadelní a filmová výtvarnice. Jejím manželem byl režisér Vladimír Morávek.

## Profesní činnost
Eva Morávková navrhuje kostýmy k filmům i k divadelním inscenacím.

### Filmové kostýmy
Eva Morávková navrhovala kostýmy k filmům:
- Nuda v Brně
- Hrubeš a Mareš jsou kamarádi do deště
- Akvabely[3]

### Divadelní kostýmy
Eva Morávková navrhovala kostýmy k mnoha divadelním hrám v divadlech:
- Divadlo Husa na provázku
- Klicperovo divadlo
- Divadlo na Vinohradech
- Divadelní studio Paradox
- Divadlo Petra Bezruče

#### Klicperovo divadlo
Eva Morávková v Klicperově divadle v Hradci Králové navrhovala kostýmy k níže uvedeným šestnácti hrám, které všechny režíroval její manžel Vladimír Morávek. Údaje ve sloupci Externí odkaz ukazují na stránky Divadelního ústavu do sekce Virtuální studovna, kde lze zjistit o jednotlivých hrách další zde neuvedené podrobnosti, především výpravu, hudbu, dramaturga, herecké obsazení apod.
| Název inscenace                                            | Autor                     | Datum premiéry | Datum derniéry | Počet repríz | Hudba                       | Obsazení                                  | Externí odkaz |
| ---------------------------------------------------------- | ------------------------- | -------------- | -------------- | ------------ | --------------------------- | ----------------------------------------- | ------------- |
| Kaie Holvega unesla Sněhová královna                       | H. Ch. Andersen           | 11. 1. 1997    | 6. 6. 1998     | 47           |                             | P. Tomicová                               |               |
| Hrabě Pálfy neboli Peklo a pomsta                          | H. Krejčí                 | 11. 9. 1997    | ?              | 53           |                             | P. Tomicová O. Malý                       |               |
| Strakonický dudák aneb Hody divých žen                     | J. K. Tyl                 | 11. 10. 1997   | 10. 6. 1998    | 22           |                             | P. Tomicová O. Malý                       |               |
| Betlém aneb Převeliké klanění sotva narozenému Jezuleti    | J. A. Pitínský            | 6. 12. 1997    | 5. 1. 2002     | 56           |                             | O. Malý                                   |               |
| Král Lear                                                  | W. Shakespeare            | 31. 10. 1998   | 14. 3. 2001    | 43           | Z. Plachý L. Deczi          | P. Tomicová S. Babčáková J. Pecha O. Malý |               |
| Třígrošová opera aneb Malý step U zlaté škeble             | B. Brecht                 | 19. 12. 1998   | 2. 3. 2000     | 29           |                             | P. Tomicová O. Malý                       |               |
| Švédský stůl - Jiný kafe                                   | D. Drábek                 | 23. 2. 1999    | 23. 5. 1999    | ?            |                             | S. Babčáková                              |               |
| Třetí dějství z Hamleta (První krev)                       | W. Shakespeare            | 15. 9. 1999    | 15. 9. 1999    | 1            |                             | O. Malý                                   |               |
| Hamlet                                                     | W. Shakespeare            | 25. 3. 2000    | 14. 1. 2003    | 38           | V. Franz J. Bulis           | P. Tomicová S. Babčáková O. Malý          |               |
| Racek                                                      | A. P. Čechov              | 9. 3. 2002     | 24. 2. 2004    | 23           | Z. Plachý J. Budař J. Bulis | P. Tomicová                               |               |
| Strýček Solený (Finita la commedia: il Novecento é morto!) | A. P. Čechov              | 26. 10. 2002   | 19. 10. 2003   | 13           | V. Franz                    | P. Tomicová                               |               |
| Návštěva staré dámy                                        | F. Dürrenmatt             | 5. 3. 2004     | 6. 12. 2005    | 28           | D. Fikejz                   | P. Tomicová S. Červená J. Sklenář         |               |
| Hoří, má panenko! (Divadlo Krása)                          | M. Forman                 | 12. 3. 2005    | ?              | 37           |                             | O. Malý J. Sklenář                        |               |
| Hadrián z Římsů                                            | V. K. Klicpera            | 29. 5. 2010    | 25. 4. 2012    | 41           |                             | P. Tomicová O. Malý J. Sklenář            |               |
| Světáci (Malované děti)                                    | Z. Podskalský / V. Blažek | 19. 2. 2011    | 22. 11. 2012   | 56           |                             | O. Malý                                   |               |
| Ptákovina                                                  | Milan Kundera             | 21. 12. 2019   | -              |              | David Smečka                | Petr Jeništa                              |               |

#### Divadelní studio Paradox
- Podzimní sonáta - Psychologické drama o matce a dceři[4]

#### Divadlo Petra Bezruče
- Zdravý ne/mocný - Klasická francouzské komedie o jednom velmi umanutém hypochondrovi[5]

## Osobní život
Z rozvedeného[chybí lepší zdroj] manželství s Vladimírem Morávkem má syna Alexandra, který hrál například v Morávkově divadelním představení Ze života hmyzu